# ديريك غوسلين
ديريك غوسلين هو أستاذ جامعي واقتصادي ومهندس بلجيكي، ولد في 12 سبتمبر 1956.